# Reilly Smith
Reilly Liam Sheeran Smith (ur. 1 kwietnia 1991 w Etobicoke, Ontario, Kanada) – hokeista kanadyjski, gracz ligi NHL.

## Kariera klubowa

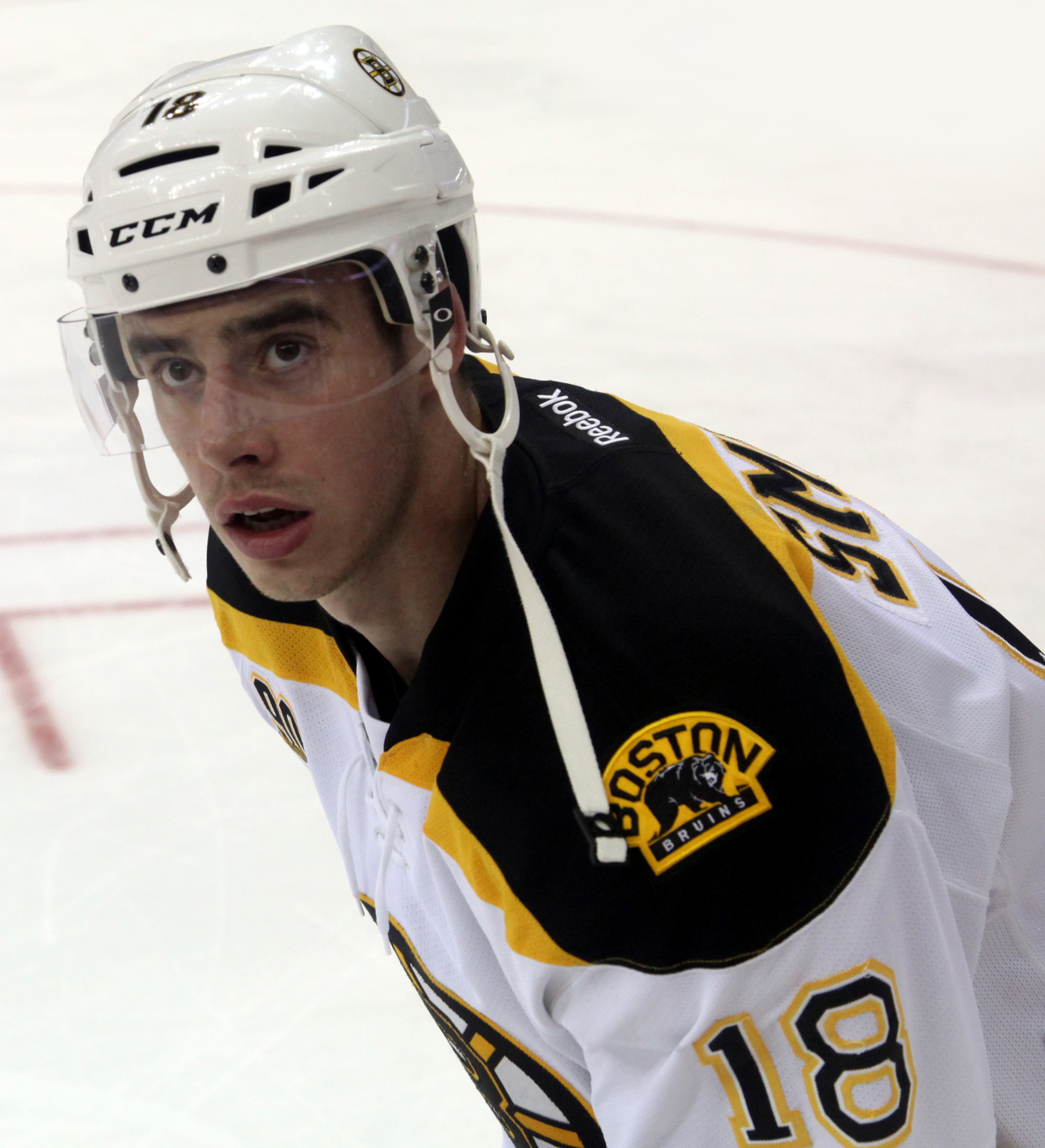
W barwach Boston Bruins

- Miami University of Ohio Redhawks (2009 - 25.03.2012)
- Dallas Stars (25.03.2012 - 04.07.2013)
  -  Texas Stars (2012 - 2013)
- Boston Bruins (04.07.2013 - 02.07.2015)
- Florida Panthers (02.07.2015 - 22.06.2017)
- Vegas Golden Knights (22.06.2017 - )

## Sukcesy
Klubowe
- Clarence S. Campbell Bowl z zespołem Vegas Golden Knights w sezonie 2017-2018